# Gornji Ivanjci
Gornji Ivanjci – wieś w Słowenii, w gminie Gornja Radgona. W 2018 roku liczyła 77 mieszkańców.